# Kościół Opatrzności Bożej w Parczewie
Kościół Opatrzności Bożej w Parczewie – rzymskokatolicki kościół parafialny zlokalizowany w zachodniej części Parczewa w województwie lubelskim.

## Historia
Parafia została erygowana 2 kwietnia 2000, choć przygotowania w tym zakresie podejmowane były od 1997 z inicjatywy biskupa Jana Wiktora Nowaka. Na drodze do budowy kościoła stały problemy z pozyskaniem od miasta działki budowlanej z przeznaczeniem na świątynię, która z czasem nabrała charakteru wotum za wizytę apostolską Jana Pawła II w Siedlcach (10 czerwca 1999). Ostatecznie 14 stycznia 2000, w drodze wymiany gruntów, pozyskano działkę o powierzchni 2,588 hektara przy ulicy Kolejowej. Biskup siedlecki wydał 17 marca 2000 akt erygujący parafię z adnotacją, iż wchodzi on w życie 2 kwietnia 2000.

### Pierwszy kościół (tymczasowy)
3 kwietnia 2000 rozpoczęto montaż tymczasowej kaplicy, będącej darem parczewskiej parafii św. Jana Chrzciciela. Stolarz Andrzej Dąbrowski z Parczewa wykonał ołtarz i ambonę, a Dominik Przystupa z Cichostowa ławki. Infułat Mieczysław Marczuk podarował świątyni m.in. dwa zestawy gotyckich ornatów, monstrancję, mszał rzymski, bursę oraz część mebli, biskup Jan Wiktor Nowak złoty ornat, a biskup Antoni Dydycz z Drohiczyna stacje Drogi Krzyżowej. 31 maja 2000 kościół poświęcono, choć nadal trwały prace wykończeniowe.

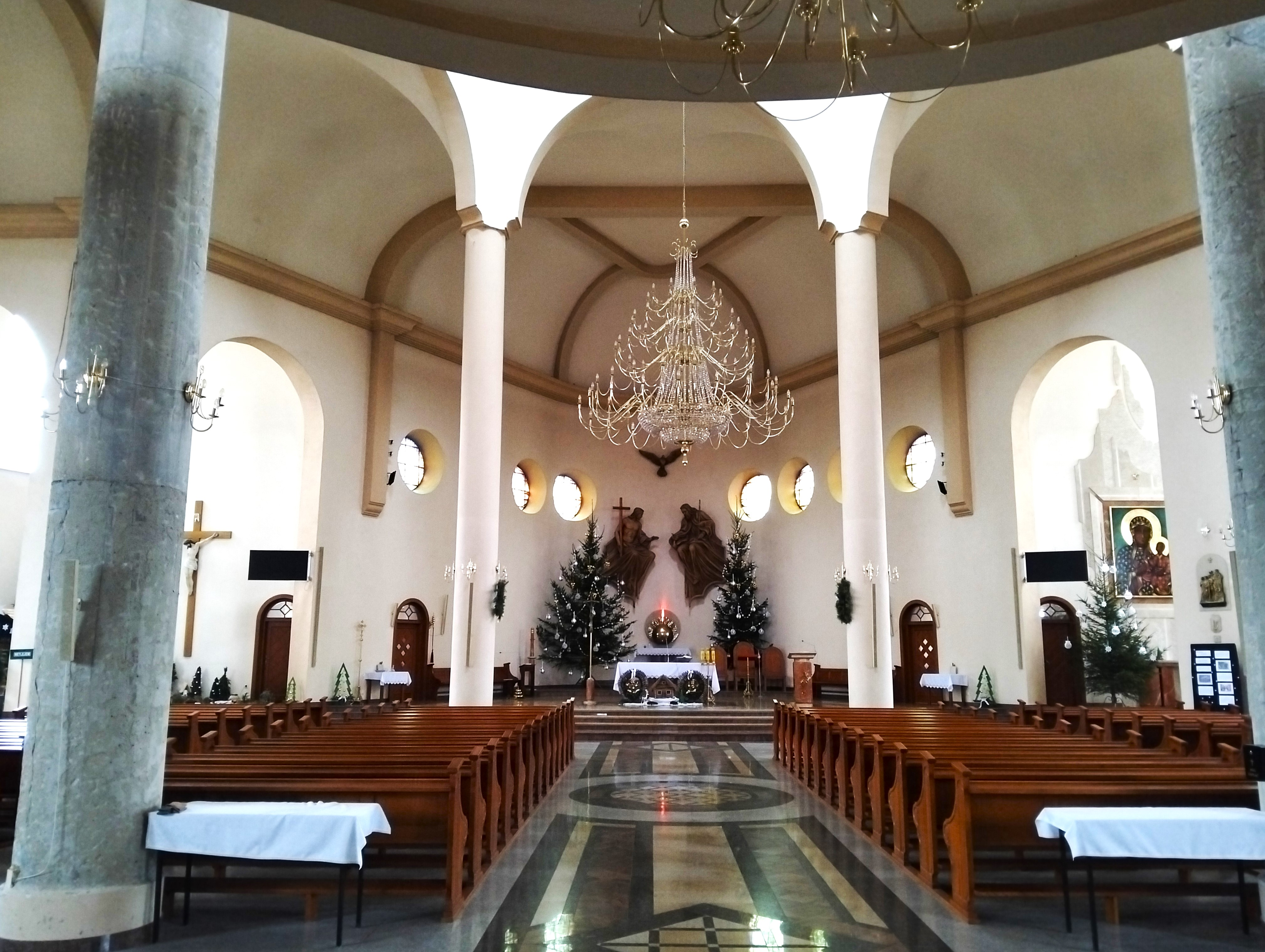
Wnętrze

### Drugi kościół
Niezależnie od prac przy kościele tymczasowym, zaprojektowanie nowej, docelowej świątyni powierzono Michałowi Bałaszowi, który przedstawił dwie propozycje. W 2001 wybrano wariant wzorowany na projekcie kościoła Opatrzności Bożej w Warszawie z 1791, który zaprojektował Jan Chrystian Kamsetzer. 26 sierpnia 2001 poświęcono plac budowy (biskup Henryk Tomasik). W uroczystości wziął udział m.in. wicemarszałek Sejmu, Franciszek Stefaniuk. Prace budowlane zainicjowano we wrześniu 2001, a uczestniczyli w nich parafianie. Kamień węgielny wmurowano 9 czerwca 2002, a poświęcił go papież Jan Paweł II na błoniach siedleckich już wcześniej, 10 czerwca 1999. 30 lipca 2003 rozpoczęto wznoszenie domu parafialnego. W 2011 upubliczniono projekt wystroju wnętrza zrealizowany w pracowni artystycznej Marcina Szczepaniaka z Rzeszowa. Prezbiterium zawiera płaskorzeźbę trzech Osób Boskich. Spod symbolu Ducha Świętego spada strumień świetlny na tabernakulum w kształcie kuli ziemskiej. Kościół poświęcono w 2011.